# Leptotrichella assamica
Leptotrichella assamica là một loài Rêu trong họ Dicranaceae. Loài này được (Dixon) Ochyra mô tả khoa học đầu tiên năm 1997.